# Shavington
Shavington är en by i Cheshire East distrikt i Cheshire grevskap i England. Byn är belägen 32,7 km 
från Chester. Orten har 3 828 invånare (2015). Byn nämndes i Domedagsboken (Domesday Book) år 1086, och kallades då Santune.